# Pavlîkivți, Volociîsk
Pavlîkivți (în ucraineană Павликівці) este localitatea de reședință a comunei Pavlîkivți din raionul Volociîsk, regiunea Hmelnîțkîi, Ucraina.

## Demografie
Componența lingvistică a localității Pavlîkivți
     Ucraineană (98,64%)
     Rusă (1,36%)
Conform recensământului din 2001, majoritatea populației localității Pavlîkivți era vorbitoare de ucraineană (98,64%), existând în minoritate și vorbitori de rusă (1,36%).